# Traité de Hué (1884)
Pour les articles homonymes, voir Traité de Hué.
Le traité de Hué, signé le 6 juin 1884 est un des traités inégaux, signés entre les puissances impérialistes occidentales et les empires d'extrême-orient colonisés. Il fait suite à l'accord de Tientsin. Il réaffirme le traité de 1883 établissant un protectorat français sur le Tonkin et l'Annam, tout en adoucissant certaines de ses conditions. Il est souvent surnommé traité Patenôtre, du nom de son signataire, le diplomate Jules Patenôtre.

## Texte du traité
Le texte du traité est le suivant :

« Art 1. L’Annam reconnaît et accepte le Protectorat de la France. La France représentera Annam dans toutes ses relations extérieures. Les Annamites à l’étranger seront placés sous la protection de la France. »

« Art. 2. Une force militaire française occupera Thuan-An d’une façon permanente. Tous les forts et ouvrages militaires de la rivière de Hué seront rasés. »

« Art. 3. Les fonctionnaires annamites, depuis la frontière de la Cochinchine jusqu’à la frontière de la province de Ninh-Binh, continueront à administrer les provinces comprises dans ces limites, sauf en ce qui concerne les douanes, les travaux publics et, en général, les services qui exigent une direction unique ou l’emploi d’ingénieurs ou d’agents européens. »

« Art. 4. Dans les limites ci-dessus indiquées, le Gouvernement annamite déclarera ouverts au commerce de toutes les nations, outre le port de Qui-Nhon, ceux de Tourane et de Xuan-Day. D’autres ports pourront être ultérieurement ouverts après une entente préalable. Le Gouvernement français y entretiendra des agents placés sous les ordres de son Résident à Hué. »

« Art. 5. Un Résident général, représentant du Gouvernement français, présidera aux relations extérieures de l’Annam et assurera l’exercice régulier du protectorat, sans s’immiscer dans l’administration locale des provinces comprises dans les limites fixées par l’article 3. Il résidera dans la citadelle de Hué avec une escorte militaire. Le Résident général aura droit d’audience privée et personnelle auprès de Sa Majesté le Roi d’Annam. »

« Art. 6. Au Tonkin des Résidents ou Résidents-adjoints seront placés par le Gouvernement de la République dans les chefs-lieux où leur présence sera jugée utile. Ils seront sous les ordres du Résident général. Ils habiteront dans la citadelle, et, en tout cas, dans l’enceinte même réservée au mandarin; il leur sera donné, s’il y a lieu, une escorte française ou indigène. »

« Art. 7. Les Résidents éviteront de s’occuper des détails de l’administration des provinces. Les fonctionnaires indigènes de tout ordre continueront à gouverner et à administrer sous leur contrôle; mais ils devront être révoqués sur la demande des autorités françaises. »

« Art. 8. Les fonctionnaires et employés français de toute catégorie ne communiqueront avec les autorités annamites que par l’intermédiaire des Résidents. »

« Art. 9. Une ligne télégraphique sera établie de Saïgon à Hanoï et exploitée par des employés français. Une partie des taxes sera attribuée au Gouvernement annamite qui concédera, en retour, le terrain nécessaire aux stations. »

« Art. 10. En Annam et au Tonkin, les étrangers de toute nationalité seront placés sous la juridiction française. L’autorité française statuera sur les contestations de quelque nature qu’elles soient qui s’élèveront entre Annamites et étrangers, de même qu’entre étrangers. »

« Art. 11. Dans l’Annam proprement dit, les Quan-Bo percevront l’impôt ancien sans le contrôle des fonctionnaires français et pour compte de la Cour de Hué. Au Tonkin, les Résidents centraliseront avec le concours des Quan-Bo le service du même impôt, dont ils surveilleront la perception et l’emploi. Une commission composée de commissaires français et annamites déterminera les sommes qui devront être affectées aux diverses branches de l’administration et aux services publics. Le reliquat sera versé dans les caisses de la Cour de Hué. »

« Art. 12. Dans tout le royaume, les douanes réorganisées seront entièrement confiées à des administrateurs français. Il n’y aura que des douanes maritimes et de frontières placées partout où le besoin se fera sentir. Aucune réclamation ne sera admise en matières de douanes, au sujet des mesures prises jusqu’à ce jour par les autorités militaires. Les lois et les règlements concernant les contributions indirectes, le régime et le tarif des douanes, et le régime sanitaire de la Cochinchine seront applicables aux territoires de l’Annam et du Tonkin. »

« Art. 13. Les citoyens ou protégés français pourront, dans toute l’étendue du Tonkin et dans les ports ouverts de l’Annam, circuler librement, faire le commerce, acquérir des biens meubles et immeubles et en disposer. S. M. le Roi d’Annam confirme expressément les garanties stipulées par le traité du 15 mars 1874 en faveur des missionnaires et des chrétiens. »

« Art. 14. Les personnes qui voudront voyager dans l’intérieur de l’Annam ne pourront en obtenir l’autorisation que par l’intermédiaire du Résident général à Hué ou du Gouverneur de la Cochinchine. Ces autorités leur délivreront des passeports qui seront présentés au visa du Gouvernement annamite. »

« Art. 15. La France s’engage à garantir désormais l’intégrité des États de S. M. le Roi d’Annam, à défendre ce Souverain contre les agressions du dehors, et contre les rébellions du dedans. À cet effet, l’autorité française pourra faire occuper militairement sur le territoire de l’Annam et du Tonkin les points qu’elle jugera nécessaires pour assurer l’exercice du protectorat. »

« Art. 16. S. M. le Roi d’Annam continuera, comme par le passé, à diriger l’administration intérieure de ses États, sauf les restrictions qui résultent de la présente convention. »

« Art. 17. Les dettes actuelles de l’Annam vis-à-vis de la France seront acquittées au moyen de paiements dont le mode sera ultérieurement déterminé. S. M. le Roi d’Annam s’interdit de contracter aucun emprunt à l’étranger sans l’autorisation du Gouvernement français. »

« Art. 18. Des conférences régleront les limites des ports ouverts et des concessions françaises dans chacun de ces ports, l’établissement des phares sur les côtes de l’Annam et du Tonkin, le régime et l’exploitation des mines, le régime monétaire, la quotité à attribuer au Gouvernement annamite sur les produits des douanes, des règles, des taxes télégraphiques et autres revenus non visés dans l’article 11 du présent traité. La présente convention sera soumise à l’approbation du Gouvernement de la République française et de S. M. le Roi d’Annam, et les ratifications en seront échangées aussitôt que possible. »

« Art. 19. Le présent traité remplacera les conventions des 15 mars, 31 août et 23 novembre 1874. »

« En cas de contestation le texte français fera seul foi. »

## Cérémonie de destruction du sceau
L'empereur chinois Jiaqing offre le 20 mars 1804 à Gia Long un sceau d'argent représentant un chameau. Ce sceau est un attribut commun des rois vassaux de l'empereur de Chine, et représente la soumission des premiers au second. Lors de la signature du traité, le 6 juin 1884, il est procédé à la fonte dudit sceau lors d'une cérémonie présidée par les officiels français. Symboliquement, la suzeraineté chinoise prend ainsi fin, et s'y substitue le protectorat français sur l’Annam et le Tonkin.